# アパッシュ (芸術サークル)
アパッシュ（アパッチ、仏: La Société des Apaches）は、1900年頃にパリの音楽家、詩人などが結成した芸術グループである。

## 概要
グループ名は、1900年頃のパリでチンピラやごろつきの類を「アパッシュ」と呼んでいたことに由来し、ピアニストのリカルド・ビニェスによって名づけられた。このグループのメンバーは、ドビュッシーの歌劇『ペレアスとメリザンド』（1902年初演）を始めとする新しい芸術を支持する「芸術的ごろつき」であることを信条としていた。彼らはボロディンの交響曲第2番の冒頭を秘密のテーマソングとし、それぞれがニックネームを持っていた。
メンバーの中心人物であったモーリス・ラヴェルは、1904年から1905年にかけて作曲したピアノ曲『鏡』を構成する5つの曲を、それぞれアパッシュのメンバーに献呈している。

## メンバー
- モーリス・ラヴェル：作曲家
- フローラン・シュミット：作曲家
- モーリス・ドラージュ：作曲家
- アンドレ・カプレ：作曲家
- マニュエル・デ・ファリャ：作曲家
- デオダ・ド・セヴラック：作曲家
- リカルド・ビニェス：ピアニスト。ラヴェルのピアノ曲の初演の多くを手がけた。
- マルセル・シャデーニュ：ピアニスト
- デジレ＝エミール・アンゲルブレシュト：指揮者
- トリスタン・クラングソル：詩人
- レオン＝ポール・ファルグ：詩人
- ポール・ソルド：画家
- エドゥアール・ベネディクトゥス：画家
- レオンス・プティ神父：画家
- ミシェル・ディミトリー・カルヴォコレッシ：批評家
- ホアキン・ボセタ：スペインの数学者

- イーゴリ・ストラヴィンスキー：作曲家。1909年に一時的に所属した。